# Seznam mostů na oregonském pobřeží
Mosty na oregonském pobřeží jsou v seznamu řazeny od severu k jihu.
- Astoria-Megler Bridge
- New Youngs Bay Bridge
- Old Youngs Bay Bridge*
- Lewis and Clark River Bridge
- Necamy Creek Bridge
- Chasm (Neahkahnie) Bridge
- Wilson River Bridge
- Depoe Bay Bridge
- Ben Jones Rocky Creek Bridge*
- Yaquina Bay Bridge
- Alsea Bay Bridge
- Cummins Creek Bridge
- Tenmile Creek Bridge
- Big Creek Bridge
- Cape Creek Bridge
- Siuslaw River Bridge
- Umpqua River Bridge
- Conde McCullough Memorial Bridge (Coos Bay Bridge)
- Brush Creek Bridge
- Isaac Lee Patterson Bridge (Rogue River Bridge)
- Thomas Creek Bridge